# المنظمة الوطنية للمقاتلين القبارصة
المنظمة الوطنية للمقاتلين القبارصة (باليونانية: Εθνική Οργάνωσις Κυπρίων Αγωνιστών)‏ اختصار (باليونانية: eɪˈoʊkə إيوكا)‏ (EOKA)، هي منظمة شبه عسكرية قبرصية يونانية خاضت حملة لإنهاء الحكم البريطاني في قبرص، ومن أجل الاتحاد النهائي مع اليونان.

## البداية

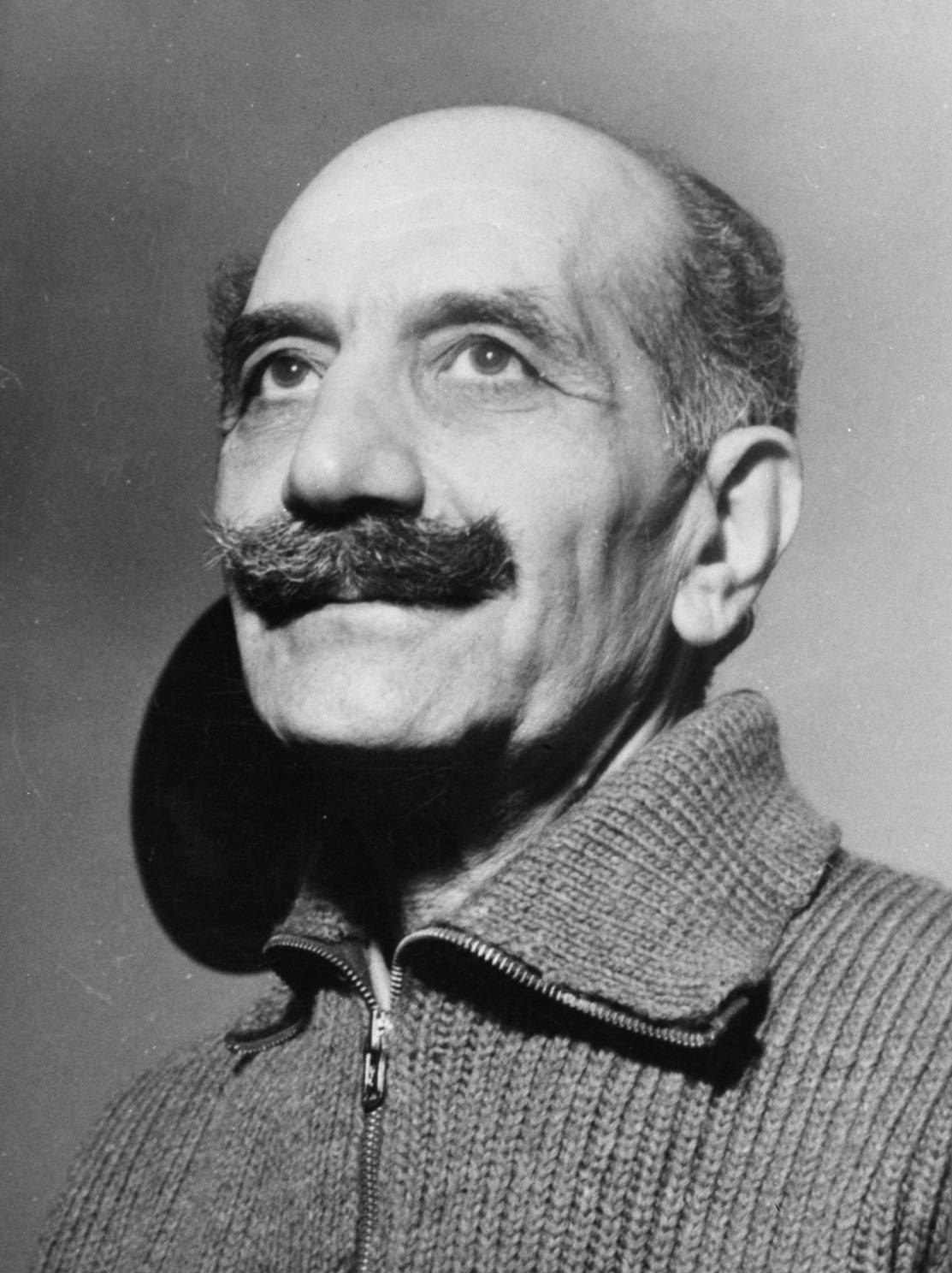
جورجيوس غريفاس

قبرص جزيرة في شرق البحر الأبيض المتوسط، يسكنها القبارصة اليونانيون (الأغلبية) والقبارصة الأتراك (الأقلية)، وقد كانت جزءًا من الدولة العثمانية حتى 4 يونيو 1878، عندما تم تسليمها في أعقاب الحرب الروسية التركية للإمبراطورية البريطانية. مع نمو الميول القومية في كلا المجتمعين في قبرص، كان القبارصة اليونانيون يميلون نحو الاتحاد مع اليونان (إينوسيس) وقد كانت جزءًا من فكرة ميغالي التي تعود أصولها إلى سنة 1821، وهو العام الذي بدأت فيه حرب الاستقلال اليونانية. وفي 1828 طلب الكونت إيوانيس كابودستردياس حاكم اليونان الأول دمج قبرص مع اليونان، بينما حدثت انتفاضات صغيرة النطاق أيضًا. وفي 1878 عندما جاء الجنرال البريطاني وولسيلي إلى قبرص لتأسيس الحكم البريطاني رسميًا، التقى به رئيس أساقفة كيتيون الذي طلب بعد الترحيب به أن تتنازل بريطانيا عن قبرص لليونان. في البداية رحب القبارصة اليونانيون بالحكم البريطاني لأنهم كانوا على علم بأن البريطانيين أعادوا الجزر الأيونية [الإنجليزية]». إلى اليونان في 1864، وكانوا يأملون أيضًا في الاستثمار البريطاني في قبرص.
في سنة 1912 قدمت الحكومة البريطانية عرضًا لليونان لاستبدال قبرص بقاعدة بحرية في أرغوستولي في كيفالونيا، من أجل السيطرة على البحر الأيوني وهو عرض تكرر في 1913. وفي 1915 عرض البريطانيون قبرص على اليونان عدة مرات مقابل مشاركة اليونان في الحرب العالمية الأولى. ولكنها سحبت عرضها عندما ترددت اليونان في دخول الحرب. وفي 1915 ازدادت معارضة القبارصة اليونانيين للحكم البريطاني، حيث لم يتجسد الاستثمار البريطاني ولا إنوسيس. في البداية لم يكن لحركة إينوسيس سوى عدد قليل من المؤيدين، معظمهم من الطبقات العليا. ومع ذلك كان هذا على وشك التغيير حيث بدأت مجموعتان خاب أملهما من الحاكم الجديد في التكوين، وهما الكنيسة والمرابون. أصبح عدد من القبارصة الذين درسوا في اليونان في السنوات التالية مدافعين أقوياء عن إنوسيس عند عودتهم. ومن ناحية أخرى بدأ المجتمع القبرصي التركي في تطوير قوميته الخاصة في أوائل القرن العشرين، حيث وصلت الأخبار إلى الجزيرة حول الاضطهاد الذي يواجهه المسلمون في البلدان التي تشكلت بعد سقوط الدولة العثمانية.
بعد تعيين رونالد ستورس (فلهيليني) في نوفمبر 1926 حاكمًا جديدًا لقبرص تعززت بين القبارصة اليونانيين فكرة أن الحكم البريطاني سيكون نقطة انطلاق للضم مع اليونان. ولكن توترت العلاقات في 1928 عندما رفض القبارصة اليونانيون المشاركة في الاحتفال بالذكرى السنوية الخامسة عشرة للاحتلال البريطاني لقبرص. ودعت اليونان إلى التزام الهدوء والحد من انتشار المقالات المناهضة للاستعمار في الصحف القبرصية اليونانية. أصبح التعليم ساحة أخرى للصراع مع تمرير قانون التعليم، الذي سعى إلى الحد من التأثير اليوناني في مناهج المدارس القبرصية. كما أعرب الوحدويون القبارصة عن أسفهم للمعاملة التفضيلية المفترضة لمالطا ومصر على حساب قبرص. ساءت العلاقات أكثر عندما أقرت السلطات البريطانية من جانب واحد قانون عقوبات جديد يسمح من بين أمور أخرى استخدام التعذيب. وفي 1929 وصل أعضاء المجلس التشريعي رئيس أساقفة كيتيون نيكوديموس وستافروس ستافريناكيس إلى لندن، وقدموا مذكرة إلى سكرتير المستعمرات اللورد باسفيلد احتوت على مطلب إنوسيس. وكما في المحاولات السابقة كانت الإجابة بالرفض.
وفي سبتمبر 1931 منع ستورز قرار المجلس التشريعي بوقف الزيادات الضريبية التي كان من المفترض أن تغطي عجز الميزانية المحلية. ورد نواب القبارصة اليونانيين بالاستقالة من مناصبهم. علاوة على ذلك في 18 أكتوبر دعا رئيس أساقفة كيتيون نيكوديموس القبارصة اليونانيين للانخراط في أعمال عصيان مدني حتى يتم الوفاء بمطالبهم لإينوسيس. وفي 21 أكتوبر 1931 تظاهر 5000 قبرصي يوناني معظمهم من الطلبة والكهنة ووجهاء المدينة في شوارع نيقوسيا وهم يرددون شعارات مؤيدة لإينوسيس فيما أصبح يعرف بأحداث أكتوبر. حاصر الحشد مبنى الحكومة وبعد ثلاث ساعات من إلقاء الحجارة على المبنى، أضرمت فيه النيران. وفي النهاية قامت الشرطة بتفريق مثيري الشغب. في الوقت نفسه تم تجريد الأعلام البريطانية من المكاتب العامة في جميع أنحاء البلاد، وغالبًا ما تم استبدالها بالأعلام اليونانية. تمت استعادة النظام في بداية نوفمبر. قُتل ما مجموعه سبعة متظاهرين وأصيب ثلاثون ونُفي عشرة مدى الحياة، بينما تلقى 2606 عقوبات مختلفة تتراوح بين أحكام بالسجن وغرامات بسبب أنشطة إثارة الفتنة.
لقد أضرت الثورة بالعلاقات الأنجلو-يونانية. فأُلغيت انتخابات المجلس التشريعي والبلدية، وأُحيل تعيين سلطات القرى وقضاة المقاطعات إلى حاكم الجزيرة. وحظر نشر الأفكار الغريبة ورفع الأعلام الأجنبية كما حظر التجمع لأكثر من 5 أشخاص. وهكذا دخلت قبرص فترة من الحكم الاستبدادي المعروف باسم البالمرقراطية وسميت على اسم الحاكم ريتشموند بالمر، والتي بدأت قبل فترة وجيزة من الثورة واستمرت حتى اندلاع الحرب العالمية الثانية.
نشأت «المنظمة الوطنية للمقاتلين القبارصة» أو اختصارًا «إيوكا» (EOKA) في الخمسينيات من القرن الماضي بهدف محدد هو شن حملة عسكرية لإنهاء وضع قبرص كمستعمرة للتاج البريطاني وتحقيق ضم الجزيرة إلى اليونان. عارضت قيادة حزب AKEL وهو حزب شيوعي في الجزيرة العمل العسكري لإيوكا، ودعت إلى نهج غاندي في العصيان المدني، مثل الإضرابات العمالية والمظاهرات.
في البداية كان النضال سياسيًا وليس عسكريًا. أرادت إيوكا، على حد تعبير جورجيوس غريفاس جذب انتباه العالم من خلال عمليات رفيعة المستوى من شأنها أن تتصدر عناوين الأخبار.

## التشكيل

### القيادة
رأس إيوكا جورجيوس غريفاس وهو ضابط في الجيش اليوناني ومن المحاربين القدماء في الحرب العالمية الأولى والثانية. وأثناء احتلال المحور لليونان في الحرب العالمية الثانية قاد مجموعة صغيرة معادية للشيوعية، سميت منظمة إكس. وخلال النضال المناهض للشيوعية في ديسمبر 1944 في أثينا بعد انسحاب المحور تم إنقاذه بعد التدخل البريطاني. اتخذ غريفاس الاسم الحركي ديجينيس في إشارة مباشرة إلى البيزنطي الأسطوري ديجينيس أكريتاس الذي صد الغزاة عن الإمبراطورية البيزنطية. أما الثاني في قيادة إيوكا فكان جريجوريس أفزنتيو، وهو أيضًا ضابط سابق في الجيش اليوناني. تخرج أفزنتيو من أكاديمية ضباط الاحتياط في 1950 دون خبرة سابقة بالمعارك.

### أهداف
كان الهدف الرئيسي للمنظمة الوطنية للمقاتلين القبارصة (إيوكا) هو إينوسيس: أو ضم قبرص إلى اليونان. تبنت المنظمة الأيديولوجيات القومية اليونانية النموذجية وعرضت أفكارًا دينية ومحافظة ومعادية للشيوعية. كان هذا متفقًا مع الأفكار السائدة في المجتمع القبرصي في ذلك الوقت. كان هناك اعتقاد شائع بأن اليساريين عارضوا الأهداف الوطنية وقدموا دعمًا معينًا للنظام الاستعماري على عكس حركات التمرد المعاصرة الأخرى المناهضة للاستعمار في إفريقيا أو آسيا والتي قادها الماركسيون.
اختلف غريفاس مع رئيس أساقفة قبرص مكاريوس الثالث حول طريقة تخليص الجزيرة من الحكم البريطاني. رفض غريفاس محاولة مكاريوس حصر الحملة في أعمال التخريب وتجنب الخسائر في الأرواح. ومع ذلك فقد شارك مكاريوس في وجهة نظره بأن النصر يمكن تحقيقه بالوسائل الدبلوماسية. كان هدف غريفاس هو إخضاع البريطانيين لمضايقات مستمرة لا هوادة فيها، مما أوضح لهم أن الاحتلال له ثمن مع إبقاء إينوسيس على جدول الأعمال الدبلوماسي الدولي. كان الرد البريطاني على حملة إيوكا حاسمًا في هذا الصدد: فالقمع سيعزل السكان القبارصة اليونانيين من الحكم البريطاني من ناحية، ومن ناحية أخرى يوفر لمكاريوس والحكومة اليونانية عصا لضرب البريطانيين أمام الأمم المتحدة. وضمنت إيوكا للعالم وجود مشكلة في قبرص وأثبتت أن البريطانيين لا يستطيعون حلها.

### الاستعدادات
قام غريفاس بأول استطلاع في قبرص في يوليو 1951. كان مكاريوس متشككًا في مهمته، حيث قال له إنه لن يجد مؤيدين لكفاحه المسلح. وشارك البريطانيون الرأي نفسه. ثم وصل إلى الجزيرة أوائل نوفمبر 1954 وشرع في إنشاء شبكته السرية. فجند من اتحاد المزارعين القبرصيين (PEK) في القرى ومن حركتي الشباب الرئيسيتين: حركة الشباب المسيحي التي تسيطر عليها الكنيسة (OHEN) وحركة الشباب البنسيبريان القومية (PEON) في المدن. وكان ينوي تحويل شباب قبرص إلى أساس إيوكا. حيث كان العمود الفقري لها هو المجموعات الجبلية، وهي مليشيا حرب عصابات تعيش في مخيمات مخفية في الغابات، ومجموعات البلدة التي واصلت عملها مدنيا أو بالتعليم. دعمت الجبهة الوطنية القبرصية الأوسع نطاقاً هذا الجناح المسلح، وزودت إيوكا بالمعلومات الاستخباراتية والإمدادات والأسلحة والأدوية والمجندين والمنازل الآمنة، وواجهت البريطانيين في الشوارع بالمظاهرات وأعمال الشغب وشنت الهجوم الدعائي.
ناضلت حركة شباب إيوكا (ANE) من أجل الإينوسيس خلال 1955 و 1959. كان لها هيئة إدارية تتمتع بالحكم الذاتي وكانت مرتبطة ارتباط مباشر للزعيم غريفاس. ومن بين أنشطتها التظاهر ضد الحكم البريطاني في قبرص.

## الحملة المسلحة

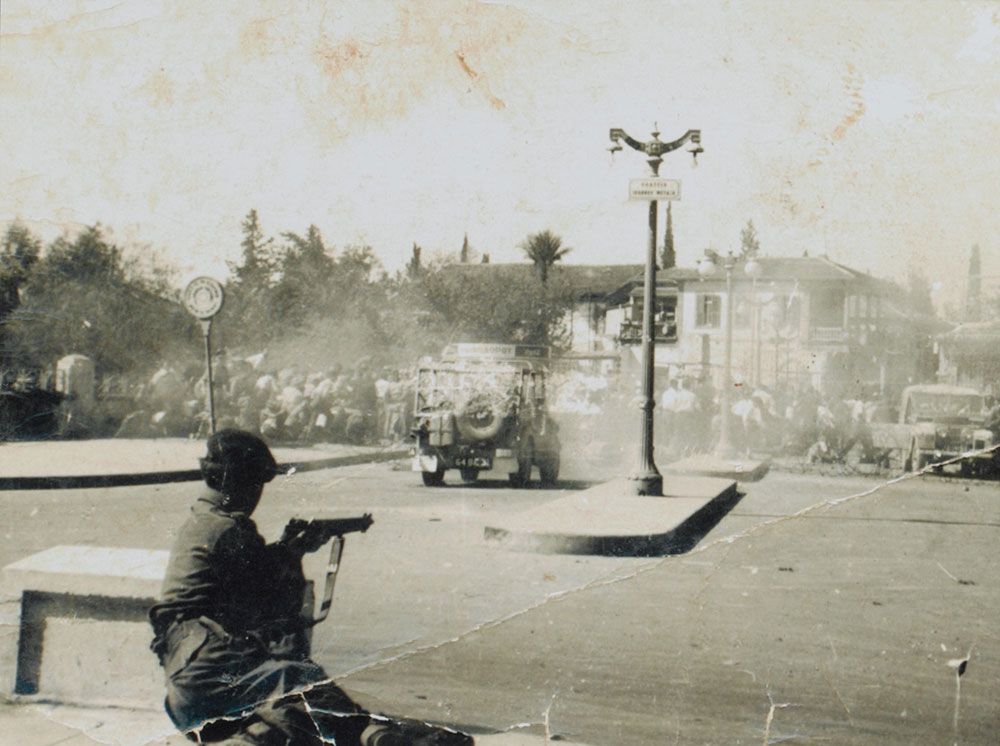
جندي بريطاني في مواجهة حشد من المتظاهرين خلال معركة مستشفى نيقوسيا 1956

### من أبريل 1955 حتى إقالة الحاكم أرميتاج (أكتوبر)
بدأ الكفاح المسلح ليلة 29 مارس - أبريل 1955. ووقع ما مجموعه 18 هجوماً بالقنابل في مواقع مختلفة عبر الجزيرة. كانت أبرز الحوادث التي وقعت في نيقوسيا من مجموعة ماركوس دراكوس بالإضافة إلى هدم جهاز الإرسال في محطة قبرص الإذاعية. ورافقت الهجمات بيان ثوري وقعه «الزعيم ديجنيس». قرر غريفاس إبقاء مشاركته سرية في الوقت الحالي واستخدم ديجنيس وهو اسم جنرال بيزنطي دافع عن قبرص في العصور الوسطى. كما حظر غريفاس الهجمات على القبارصة الأتراك في ذلك الوقت، وأراد فقط الجنود البريطانيين والمتعاونين اليونانيين. عزز البريطانيون الذين لم يتوقعوا هذا التحول في الأحداث قواعدهم العسكرية المحلية (ديكيليا وأكروتيري) بنقل القوات من مصر.
توقفت هجمات إيوكا مؤقتًا في نهاية أبريل، مما أعطى وقتًا لغريفاس لتنظيم مجموعاته. ثم بدأت الموجة الثانية في 19 يونيو بهجمات منسقة بالقنابل والرمانات اليدوية ضد مراكز الشرطة والمنشآت العسكرية ومنازل ضباط الجيش وكبار المسؤولين. أحد تلك التفجيرات دمر مبنى مقر شرطة فاماغوستا. وعادة ما أعقب تلك الهجمات حوادث متفرقة: إطلاق نار وتفجيرات وزيادة الفوضى العامة. استمرت الموجة الثانية من هجمات إيوكا حتى نهاية يونيو، وبلغ مجموعها 204 هجومًا منذ بداية المقاومة المسلحة.
وفي أغسطس اغتيل اثنان من أعضاء الفرع الخاص في حادثتين منفصلتين. عادة ما يؤدي رفع العلم اليوناني أثناء المظاهرات إلى صدامات مع السلطات الاستعمارية، التي تقوم بإزالته بالقوة إذا لزم الأمر. نجاح آخر لإيوكا كان الهروب من سجن قلعة كيرينيا لـ 16 عضوًا من أعضائها بما في ذلك عدد من الأشخاص المهمين، مثل ماركوس دراكوس وجريجوريس أفزنتيو.

#### ردود الفعل البريطانية
بدا أن الوضع يتدهور ويخرج عن نطاق السيطرة، فحاولت السلطات البريطانية حماية موقعها في قبرص من خلال المناورات الدبلوماسية والهجوم المضاد للتمرد. فقامت بالتلاعب بين الحكومتين اليونانية والتركية ضد بعضهما البعض. رأى إيدن تركيا على أنها «مفتاح حماية المصالح البريطانية» في قبرص. وفي نهاية سبتمبر مع تصاعد الأزمة قررت الحكومة البريطانية استبدال الحاكم أرميتاج. في ذلك الوقت كانت السياسة البريطانية تهدف أيضًا إلى زيادة قوية في تجنيد القبارصة الأتراك. وفي بداية 1956 كانوا قد سيطروا على قوة الشرطة التي يبلغ عدد أفرادها 4000 مقارنة بأقل من 1000 من القبارصة اليونانيين. كان القبارصة الأتراك في خط المواجهة بشكل كبير ضد إيوكا. لا بد أن استخدام رجال الشرطة القبرصية التركية ضد الطائفة القبرصية اليونانية أدى إلى توتر العلاقات بين الطائفتين.

#### ردود الفعل التركية
في أغسطس 1955 أعلن عدنان مندريس رئيس وزراء تركيا في ذلك الوقت، أن تركيا لن تقبل أي تغيير في الوضع الراهن لقبرص إن لم يكن في مصلحة تركيا. وكان الرأي العام في تركيا متوتر. انتشرت شائعات في وسائل الإعلام التركية عن احتمال وقوع مذبحة للمجتمع القبرصي التركي. على الرغم من أنها كانت بلا أساس، فقد أدت إلى ردود فعل قومية في البلاد ومذبحة اسطنبول المعادية لليونان في سبتمبر 1955. في الوقت نفسه خلال مؤتمر لندن الثلاثي بين بريطانيا وتركيا واليونان، فشل الاتفاق بسبب التعنت التركي. خلال اجتماع بين نهاية أغسطس و 7 سبتمبر 1955 جادلت تركيا أيضًا بأنه إذا لم يتم احترام الوضع الراهن لقبرص تحت الإدارة البريطانية، فإن معاهدة لوزان بأكملها ستكون موضع شك.

### أكتوبر 1955 - مارس 1956 (عملية النصر إلى الأمام-المرحلة الأولى)
وصل الحاكم البريطاني الجديد جون هاردينج في 3 أكتوبر. حيث سعى للقاء رئيس الأساقفة مكاريوس، واتفق كلاهما على بدء ما يعرف بمفاوضات هاردينغ-مكاريوس. فزيادة الأمن وتقوية القوة العسكرية كان من أولوياته. وفي 26 نوفمبر أعلن هاردينغ حالة الطوارئ، وهذا يعني تنفيذ عقوبة الإعدام على الجرائم غير المميتة. لكن لم تنجح التشريعات القمعية وتعزيزات القوات. فكان القبارصة اليونانيون معادين وتم تحييد الفرع الخاص. فجاء الرد البريطاني بعمليات تطويق وتفتيش واسعة النطاق نادراً ما أسفرت عن اعتقالات أو اكتشاف مخابئ أسلحة، لكنها أدت على الدوام إلى غضب ونفور أولئك الذين فتشت منازلهم أو الذين تعرضوا للعنف وسحبهم ليتم تفتيشهم. فالعقوبات الجماعية بعيدًا عن تقويض الدعم لإيوكا نجحت فقط في جعل القبارصة اليونانيين أكثر عداءً للحكم البريطاني. وعلاوة على ذلك نظر هاردينغ إلى قبرص إلى حد كبير على أنها بيدق في الوضع العالمي للحرب الباردة: في 13 ديسمبر حظر حزب AKEL واحتجز 128 من أعضائه القياديين، مما أدى فعليًا إلى شل الحزب السياسي الوحيد في قبرص المعارض لإيوكا.
وكانت النتيجة الحتمية هي زيادة التعاطف مع إيوكا وازدياد التجنيد لديها. كانت المشكلة أن الطائفة القبرصية اليونانية كانت تؤيد بأغلبية ساحقة إينوسيس. بعيدًا عن ظهور المعتدلين الذين يمكن لبريطانيا أن تعقد صفقة معهم. كان هذا الدعم الشعبي الذي مكّن غربفاس ومجموعته الصغيرة من رجال حرب العصابات من مواجهة الأجهزة الأمنية المتنامية التي كان هاردينغ يحشدها ضده، مما أدى إلى استمرار الكفاح المسلح. أصبح من الواضح أن إيوكا لديها جهاز استخباراتي فعال وأن المقاتلين غالبًا ما يتلقون تحذيرات مسبقة من النوايا الأمنية، مثل تلاميذ المدارس وخدم المنازل والموظفون المدنيون في القواعد العسكرية والشرطة، فقد جندهم غريفاس جميعًا في حرب المخابرات بينما كانت قوات الأمن تعمل في الظلام.
بدأت عملية النصر إلى الأمام في 18 نوفمبر ورافقتها عدة هجمات بالقنابل. وفي المناطق الحضرية، كان لطلبة المدارس دور بارز في نضال إيوكا. تصاعدت معركة الأعلام خلال خريف 1955 وبلغت ذروتها في يناير وفبراير 1956 - مما أبقى القوات البريطانية منشغلة بعيدًا عن مطاردة إيوكا. لم يكن تلاميذ المدارس يشاركون فقط في أعمال الشغب ورشق الحجارة ضد الشرطة، ولكن تم تدريب بعضهم أيضًا على إلقاء القنابل وتنفيذ الاغتيالات. تم إلقاء القنابل من المليشيات والشباب على منازل الموظفين البريطانية ومراكز الشرطة ومعسكرات الجيش. في بعض الحالات تمكن أعضاء إيوكا من سرقة أسلحة. لم ينجح البريطانيون أبدًا في القضاء التام على عملاء إيوكا من قوة الشرطة.
استمر الصراع في الجبال حيث وسع المقاتلون شبكتهم في جبال ترودوس. ومع ذلك بسبب ظروف الشتاء القاسية بالإضافة إلى بعض الضغوط العسكرية البريطانية خف نشاط إيوكا مؤقتًا. وفي نهاية فبراير 1956 شارك البريطانيون في قمع تمرد حقيقي لطلبة المدارس أسفر عن مقتل طالب، وإغلاق نظام المدارس في الجزيرة بالكامل تقريبًا.

### مارس 1956 - مارس 1957 (عملية النصر-المرحلة الثانية)
بعد فشل مفاوضات مكاريوس هاردينغ، قامت الحكومة البريطانية بنفي مكاريوس إلى سيشيل في 9 مارس 1956. أدى هذا إلى إضراب عام استمر لمدة أسبوع تلاه نشاط كبير لإيوكا: 246 هجومًا حتى 31 مارس بما في ذلك محاولة فاشلة لاغتيال هاردينغ. استمر الهجوم في أبريل ومايو وبلغ متوسط عدد القتلى البريطانيين اثنين كل أسبوع. بينما كانت قوات هاردينغ موجودة في الجبال، كان مقاتلو وشباب إيوكا يحاولون اغتيال أفراد من قوات الأمن في أوقات فراغهم أو الخونة المزعومين.
ركزت إيوكا نشاطها على المناطق الحضرية خلال هذه الفترة. أجبرت تفجيرات المنازل وأعمال الشغب ومعظمها من طلبة المدارس الجيش على إنزال القوات عن الجبال حيث كان يختبئ مقاتلو إبوكا الرئيسيون. بصرف النظر عن الهجومات ضد المواطنين والجنود الأفراد تعرضت المباني ومنشآت الجيش والشرطة للهجوم بما مجموعه 104 تفجير منازل و53 أعمال شغب و136 عملية تخريب و403 كمائن و35 هجوم على الشرطة و38 هجوم على الجنود و 43 غارة على مراكز الشرطة. ولكن مع تصاعد الضغط من هاردينغ بدأ غريفاس في استهداف رجال الشرطة القبرصية التركية بشكل فعال مما أثار أعمال شغب بين الطوائف وسلسلة من الإضرابات.
صعد هاردينغ معركته ضد إيوكا التي نظمت سلسلة من العمليات في أبريل ويوليو كما قام أيضًا بترقية شبكة استخباراته بما في ذلك إنشاء فصيلة X سيئة السمعة. وفي 10 مايو تم إعدام أول سجينين من إيوكا، فرد جريفاس بإعدام جنديين بريطانيين. كان البريطانيون مركزين قواتهم ضد وحدات إيوكا في الجبال، تم إطلاق عمليات واسعة النطاق، حيث حققت بعض النجاح، إلا أن غريفاس تمكن من الفرار. وقرر الانتقال إلى ليماسول حيث أسس مقره الجديد. ومع ذلك فقد تمكنت القوات البريطانية من تم القبض على 20 من رجال غريفاس مع 50 سلاحًا. إلا أن ذلك انتهى بكارثة: قُتل ما لا يقل عن 7 جنود بريطانيين، بالإضافة إلى حرق 21 حتى الموت عن طريق الصدفة. غطى الحادث الأخير على أول نجاح حقيقي ضد قوات حرب العصابات إيوكا.
في 9 أغسطس أعدمت السلطات البريطانية ثلاثة سجناء آخرين من إيوكا؛ إلا أن غريفاس لم ينتقم هذه المرة، حيث نُظمت إضرابات واسعة احتجاجاً على ذلك. وفي نوفمبر 1956 بسبب أزمة السويس انتقلت أعداد كبيرة من القوات البريطانية من قبرص مما سمح لغريفاس بشن هجوم جديد. فشنت إيوكا موجة من الهجمات فيما يعرف بنوفمبر الأسود البريطاني بإجمالي 416 هجوما و39 قتيلا، 21 منهم بريطانيون. وبعد كارثة السويس زادت القوة العسكرية البريطانية إلى 20 ألف وتمكن هاردينج من توجيه هجوم جديد.
على الرغم من قمع نشاط إيوكا في الجبال، فقد استمر الكفاح المسلح في المناطق الحضرية. وأضحت القوات البريطانية على ما يبدو عاجزة، فأعلن جريفاس الهدنة في 14 مارس 1957 التي استمرت قرابة عام واحد.

### مارس - نوفمبر 1957
واصل هاردينغ الضغط على إيوكا على الرغم من الهدنة الأحادية التي فرضت تدابير أمنية على القرويين. جاء هذا بنتائج عكسية عليه، فحققت إيوكا مكاسب في مجال الدعاية. وفي تلك الأثناء كانت بيكا (وهي الفرع السياسي لإيوكا) تواصل جهودها من أجل إينوسيس مع اليونان بالوسائل السياسية، في حين كانت إيوكا تجند أعضاء جدد. كان الكهنة والمعلمون وفي سرية تامة هم الكشافة للشباب الذين تتراوح أعمارهم بين 14 و 24 عامًا، وكانوا ناجحين في الغالب. وفي الخريف كان غريفاس يزيد من استقلاليته ويبتعد عن اليونان ومكاريوس، وكان يخطط لمهاجمة اليسار والمجتمع القبرصي التركي. لم تتمكن الحكومة اليونانية ومكاريوس من منع تلك المبادرات.

#### معسكرات الاعتقال وادعاءات التعذيب
أعطى قانون احتجاز الأشخاص الصادر في 15 يونيو 1955 السلطة للسلطات البريطانية لوضع مشتبه به في معسكر اعتقال دون محاكمة. وقد أشارت كلا من بيكا ومن بعدها مكاريوس والحكومة اليونانية إلى الظروف السيئة في تلك المخيمات. وكان وضع النزلاء هناك موضع خلاف، فقد زارت اللجنة الدولية للصليب الأحمر المعسكرات مرتين ولم تجد أي مشاكل. رفض هاردينغ مزاعم التعذيب ووصفها بأنها دعاية من إيوكا. كان لمزاعم التعذيب تأثير في السياسة البريطانية الداخلية. لا يزال الاستخدام الدقيق لأساليب التعذيب محل نزاع. وفقا لهينز ريختر في حين أن الشرطة أو الجيش كانا قانونيين بشكل عام، غض البريطانيون الطرف عن المحققين الذين كان العديد منهم عمدًا من القبارصة الأتراك غير المتعلمين الذين كانوا ضد إينوسيس. وهناك جانب آخر سلط عليه ريختر الضوء وهو أن العديد من مزاعم التعذيب تم تقديمها لأن الضحايا المزعومين كانوا خائفين على حياتهم حيث عوقبوا بالإعدام للتحدث إلى البريطانيين. من ناحية أخرى يرى ديفيد فرينش أن معظم - وليس كل - مزاعم التعذيب كانت أداة دعائية لإيوكا. بشكل عام فشل هاردينغ في كسب القبارصة اليونانيين خاصة عندما لجأت قواته الأمنية إلى تلك الإجراءات.
تضمن التعذيب الذي استخدمه البريطانيون في قبرص الضرب والجلد العلني والضرب النظيف والوقوف القسري والثلج والمخدرات. تضمن التعذيب الآخر إدخال البيض الساخن في الشرج والمهبل، وهو أسلوب استخدمه البريطانيون في كينيا. صرح محقق تابع للفرع البريطاني في قبرص أنه ابتكر تقنية «البيضة الساخنة تحت الإبط». وفي حالات قليلة تم أيضًا تطبيق التعذيب الكهربائي. كشف جاك تيلور شرطي بريطاني أُرسل إلى قبرص في سبتمبر 1956 عن تعرض سجناء للضرب، وأكد العميد مايكل هاربوتل أن الفرع الخاص في قبرص استخدم التعذيب. وأكدت تلك التصريحات استخدام البريطانيين التعذيب في قبرص على الرغم من عدم معرفة مدى انتشاره وتكرار استخدامه.

#### حملة ضد مجموعات القبارصة اليونانيين
في البداية كانت إيوكا تخيف السكان لمنعهم من التعاون مع قوات الأمن، ولكن تم توسيع تعريف الخائن بشكل مطرد حيث حققت قوات الأمن بعض النجاحات ضدها نهاية 1956. كما تم اعتبار أعضاء إيوكا الذين تعاونوا مع قوات الأمن أثناء الاستجواب خونة، وأيد غريفاس عقوبة الإعدام على تلك الحالات. جرت حوادث قتل علنية ليس بناء على اتهامات بالخيانة ولكن بمبادرة من مقاتلو إيوكا. بلغ هذا النشاط ذروته خاصة خلال صيف وخريف 1956. كما تم استهداف اليسار القبرصي اليوناني وخاصة الحزب الشيوعي. وكان الهدف فيما بعد هو الاضطلاع بدور سياسي في المجتمع القبرصي اليوناني يتحدى ادعاء إيوكا بأن مكاريوس هو الزعيم الأوحد للمجتمع. ومع تزايد أعداد منتسبي الحزب الشيوعي الذي يرفض دور مكاريوس. غذى البريطانيون هذا العداء بدقة، وفي أغسطس 1957 اندلعت موجة ثانية من العنف بين اليونانيين، ثم ثالثة في أبريل - أكتوبر 1958 عندما كان اتفاق سلام وشيك. نظم الشيوعيون مظاهرات حاشدة وطلبوا مساعدة مكاريوس فوافق. وصف عدد من العلماء منظمة إيوكا بأنها منظمة إرهابية بسبب الهجمات على المرافق العامة واغتيال أفراد قوات الأمن وموظفي الخدمة المدنية وأساليب التخويف تجاه السكان المحليين واستهداف المدنيين.

#### نهاية الهدنة
خلال تلك الفترة كان البريطانيون يتسامحون علانية مع المنظمات شبه العسكرية القبرصية التركية. وقد شرعوا عمدًا في استخدام المجتمع القبرصي التركي في الجزيرة والحكومة الأتراك كوسيلة لعرقلة مسألة إينوسيس. لقد تحالفوا فعليًا مع الأقلية التركية وجعلوها الأغلبية الساحقة في قوة الشرطة. لقد خرج هذا الآن عن السيطرة فيما يتعلق بالبريطانيين، لكنهم مع ذلك تمكنوا من استغلال الوضع.
استمرت الهدنة ضد السلطات الاستعمارية حتى 28 أكتوبر 1957 (يوم أوهي وهي عطلة وطنية يونانية) عندما رفض هارولد ماكميلان وزير الخارجية البريطاني اقتراحًا من مكاريوس.

### ديسمبر 1957 - أغسطس 1958 (فترة فوت والعنف الطائفي)
وصل السير هيو فوت إلى قبرص في ديسمبر 1956 عندما بدا واضحًا ضعف النصر العسكري للبريطانيين. كان غريفاس في ذلك الوقت يخطط لتصعيد تدريجي لهجمات إيوكا على القوات البريطانية ولكن في منتصف ديسمبر، دعا إلى هدنة لإفساح المجال للمفاوضات. بدأت الهدنة في 4 مارس 1958 عندما انطلقت موجة جديدة من الهجمات ولكن هذه المرة، أمر غريفاس مقاتليه بعدم مهاجمة القبارصة الأتراك لتجنب العنف الطائفي الذي قد يؤدي إلى التقسيم.

#### إيوكا والقبارصة الأتراك
كان اعتراض المجتمع القبرصي التركي على الإينوسييس قديم أي منذ الخمسينيات القرن الماضي خوفًا من أن يؤدي الاتحاد مع اليونان إلى اضطهادهم وطردهم، وهو خوف قائم على مصير أتراك كريت بعد اتحاد جزيرة كريت مع اليونان. وبالمثل نشأت القومية بين القبارصة الأتراك بسبب أحداث مختلفة ساهمت بتفكك الدولة العثمانية. ظهرت الجماعات المسلحة شبه العسكرية ذات الجذور المحلية، مثل Kıbrıs Türk Mukavemet Birliği (وحدة المقاومة القبرصية التركية) و Kara Çete (العصابة السوداء) وفولكان في بداية مايو 1955. وقد تم دمجهم جميعًا تحت TMT (Türk Mukavemet Teşkilatı / منظمة المقاومة التركية) كانت TMT أداة تركيا لتأجيج العنف الطائفي من أجل إظهار أن التقسيم هو الأمر الوحيد الممكن. مثل إيوكا استخدمت TMT العنف ضد أفراد مجتمعها (أي اليساريين) الذين لم يكونوا مستعدين للالتزام بقضيتهم.
تجنبت إيوكا الصراع ضد القبارصة الأتراك ولكن هذا تغير لاحقًا مع يناير 1957. وفقًا للفرنسيين قرر غريفاس مهاجمة القبارصة الأتراك لإثارة التوترات الطائفية وأعمال الشغب في مدن قبرص، مما أجبر البريطانيين على سحب قواتهم من مطاردة إيوكا في الجبال واستعادة النظام في المناطق الحضرية. ومنذ 19 يناير 1957 إلى نهاية مارس هاجم مقاتلو إيوكا أفراد الجالية التركية بدءًا من ضابط شرطة قبرصي تركي مما أثار أعمال شغب استمرت 3 أيام.
تصاعد العنف بين الطوائف (وداخلها) في صيف 1958 مع سقوط العديد من القتلى. أحصى الفرنسيون 55 عملية اغتيال لليونانيين على يد الأتراك، و 59 عملية اغتيال أتراك على يد اليونانيين بين 7 يونيو و 7 أغسطس. وهجر عدد كبير من القبارصة الأتراك بسبب العنف. من أجل التصدي للاشتباك بين الطوائف، أجرى فوت عمليات «علبة الثقاب» وولاعة الطاولة. تمت الدعوة لهدنة في أغسطس بدعم من الحكومتين اليونانية والتركية.

### من أغسطس 1958 إلى اتفاقيات زيورخ ولندن

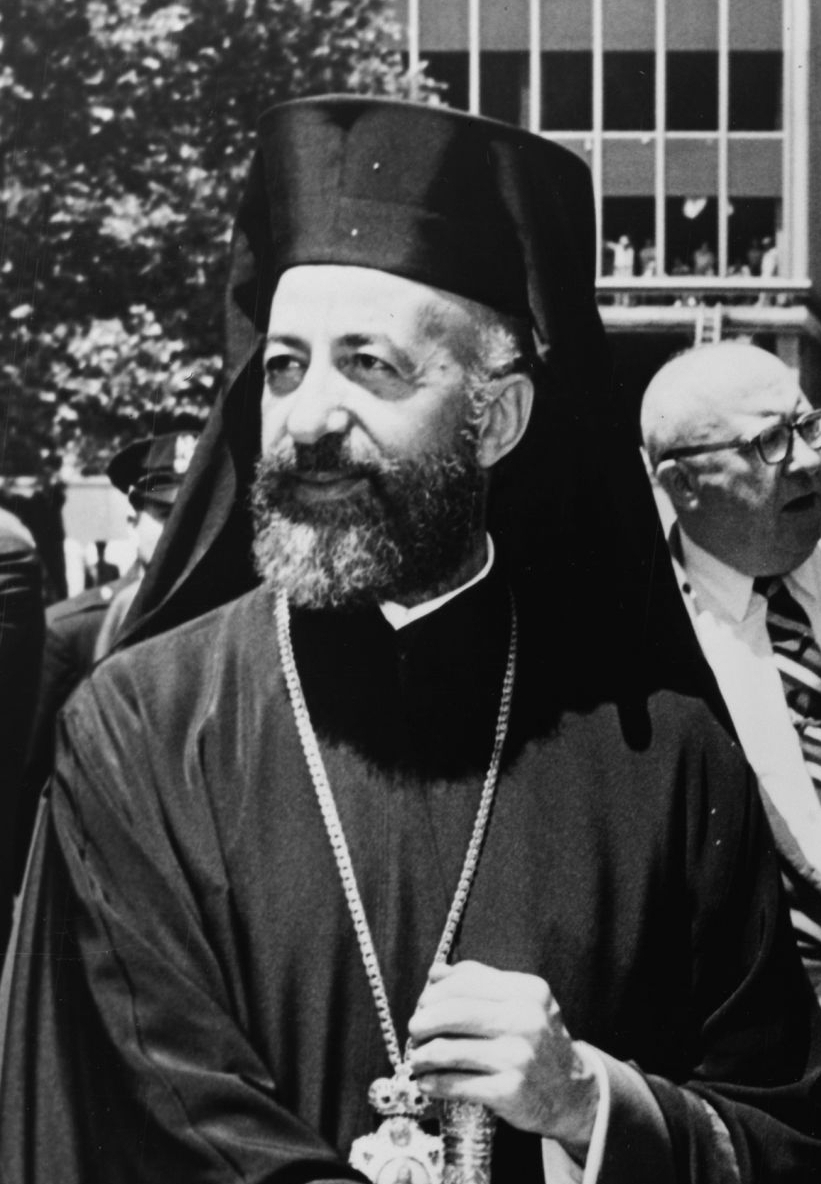
المطران مكاريوس الثالث (في 1962) كان الزعيم السياسي لإيوكا.

لم تكن القوات البريطانية قادرة على قمع نشاط إيوكا، لذا حاولت الحكومة البريطانية الوصول إلى حل لا يحرجها. فحاولت خطة ماكميلان أن تنحو في هذا الاتجاه. إلا أن اليونانيون رفضوها لأنهم اعتبروها بابًا يؤدي إلى تقسيم الجزيرة، وألغى غريفاس الهدنة في 7 سبتمبر. على هذا النحو انطلقت حملة مسلحة جديدة واختلفت الأهداف بشكل كبير عن الفترات السابقة. فأمر غريفاس رجاله بالضرب العشوائي لكل شخص إنجليزي أينما وجد، مما أدى إلى مقتل 8 مواطنين بريطانيين في 104 حوادث اعتداء في الشهرين التاليين. وبينما تتزايد القوة العسكرية لإيوكا، فإن القبارصة اليونانيون أصيبوا بالإحباط من العنف الطائفي والنضال ضد البريطانيين. ألمح مكاريوس في مقابلة أنه مستعد لتغيير موقفه وقبول قبرص المستقلة. أثار هذا التطور غضب غريفاس لكنه كان مدعومًا من أعضاء مؤثرين في الطائفة القبرصية اليونانية. وبدأت إيوكا تفقد قاعدتها الواسعة.
خلال الأشهر الأخيرة من 1958 كان لدى جميع الأطراف أسباب لتفضيل حل وسط. كان الجانب القبرصي اليوناني خائفًا من أن يصبح التقسيم وشيكًا أكثر فأكثر، وكانت اليونان قلقة من أن الوضع الحالي قد يؤدي إلى حرب مع تركيا، وكان على تركيا إدارة الأزمات المستمرة على حدودها الشرقية ولم يرغب البريطانيون في رؤية الناتو مزعزع للاستقرار بسبب النزاع اليوناني التركي. ففي 5 ديسمبر أقر وزيرا خارجية اليونان وتركيا بالوضع وتم ترتيب سلسلة من الاجتماعات التي أسفرت عن اتفاقيات لندن - زيورخ. كان هذا حلاً وسطًا تصبح فيه قبرص دولة مستقلة وذات سيادة. قبل كل من مكاريوس وغريفاس الاتفاقات على مضض، وبدلاً من ذلك كانت القيادة القبرصية التركية متحمسة لحل وسط. وفي 9 مارس 1959 أصدر غريفاس منشورًا يعلن قبوله لاتفاقيات لندن.
وفقًا للمؤرخ هاينز ريختر أسفرت أنشطة إيوكا عن مقتل 104 جنود بريطانيين و 54 شرطيًا (من بينهم 15 قبرصيًا يونانيًا و 22 قبرصيًا تركيًا و 12 بريطانيًا) و 238 مواطنًا (من بينهم 26 بريطانيًا و 203 قبرصيًا يونانيًا و 7 من القبارصة الأتراك).

## النتائج
بعد اتفاقية زيورخ ولندن وإنشاء جمهورية قبرص قام مكاريوس الذي أصبح أول رئيس بتوظيف أعضاء إيوكا في الحكومة والخدمة المدنية. ولكن بقي المتطرفون من كلا الطائفتين مسلحين واستمروا في السعي لتحقيق أهدافهم: إينوسيس أو تقسيم. انضم الوزراء وغيرهم من قدامى المحاربين في إيوكا إلى تنظيم أكريتاس السري بقيادة بوليكاربوس جيوركاتزيس باعتباره الديجينيس الجديد. ولكن مع سعي كل مجتمع لتحقيق أهداف معاكسة، انهارت الدولة المشكلة حديثًا بسرعة، بعد أن غير مكاريوس الدستور من جانب واحد، مما مهد الطريق للعنف بين الطوائف.
عاد غريفاس سرًا إلى قبرص لمواصلة نضال إيوكا من أجل إينوسيس، فأنشأ إيوكا ب. وبعد وفاته قام المجلس العسكري اليوناني في سنة بمهاجمة المباني الحكومية ومكاريوس نفسه والحزب الشيوعي AKEL. انضمت إيوكا ب إلى الوحدات العسكرية اليونانية في الجزيرة والحرس الوطني القبرصي في الانقلاب على مكاريوس.

## الإرث
عدت سلطات جمهورية قبرص نضال إيوكا بأنه كفاحًا من أجل التحرر الوطني، وأن أعضاؤه مناضلين أبطال من أجل الحرية. [145] ويعتبر يوم 1 أبريل -وهي بداية حملة إيوكا- ذكرى وطنية في البلاد. أما السرد الوطني التركي كما هو مكتوب في كتاب مدرسي للقبارصة الأتراك يعتبر نضال مقاتلي إيوكا همجيًا وغير قانوني مع الاستنتاج بأن «قبرص كانت وستبقى تركية» (ص:61).

### المتاحف والآثار

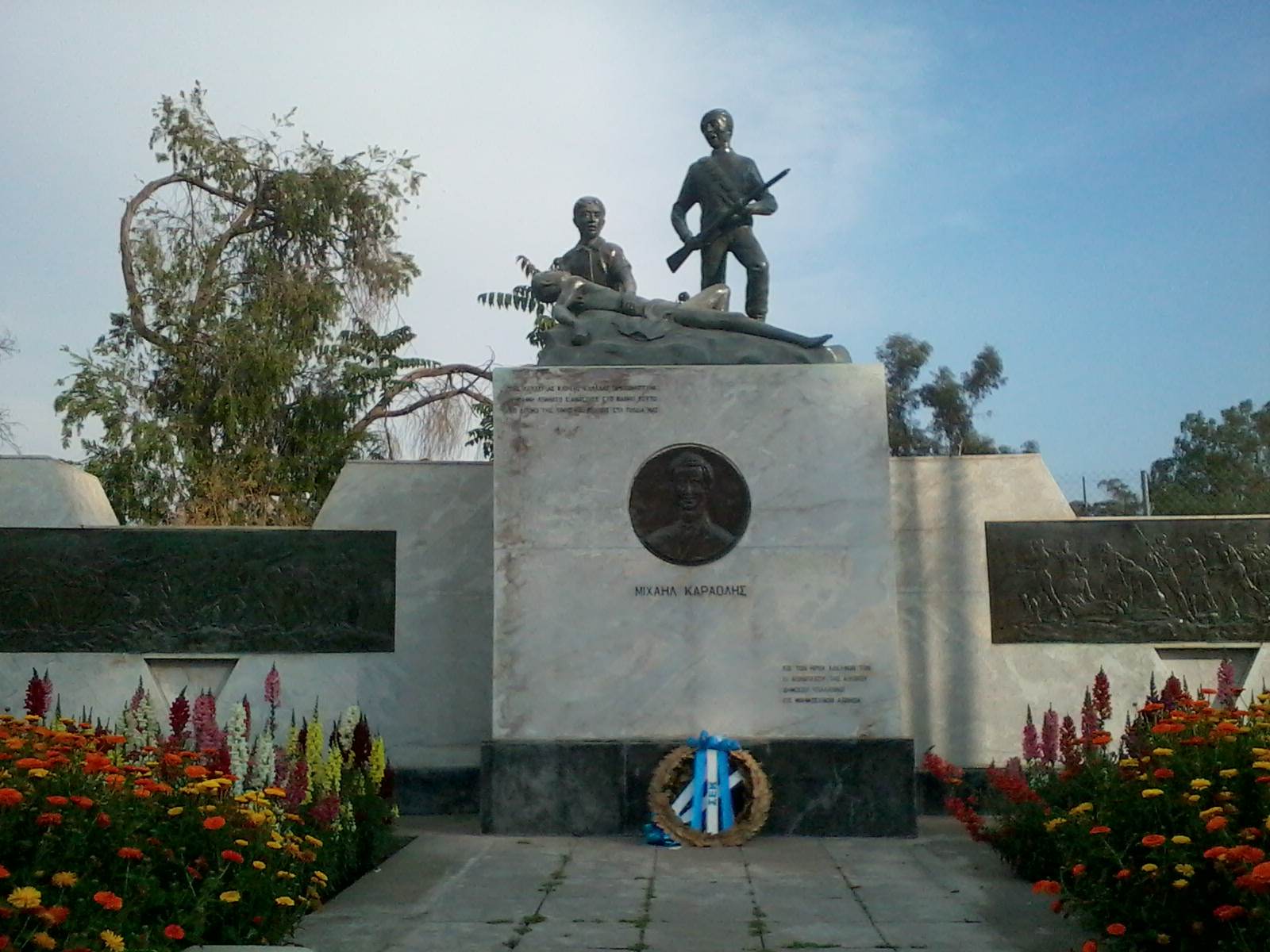
نصب تذكاري لميكاليس كاروليس، نيقوسيا

أنشئ متحف تذكاري مخصص لحملة إيوكا في 1960. ويقع في وسط نيقوسيا.
هناك العديد من المعالم الأثرية المخصصة لأعضاء إيوكا الذين لقوا حتفهم خلال سنوات القتال ويعتبرهم القبارصة اليونانيون إلى حد كبير أبطالًا في زمن الحرب. أضحى جزء من سجن نيقوسيا المركزي الذي أنشأه الحاكم البريطاني هاردينغ متحف بعد استقلال قبرص. ويشمل ذلك زنزانات السجون والمشانق والقبور المحتجزة لـ 13 مقاتلاً من إيوكا إما أعدموا أو قتلوا على يد السلطات الاستعمارية.

## رفع وزارة الخارجية السرية عن وثائق وقضايا إيوكا ضد الحكومة البريطانية
أصدرت وزارة الخارجية في 2012 وثائق سرية للغاية وصفت مزاعم التعذيب وسوء المعاملة بين 1955-1959. وتبين في التقارير أن مسؤولي الإدارة الاستعمارية اعترفوا بالتعذيب والانتهاكات. ووردت في نفس الأوراق ادعاءات ضد جنود وأفراد أمن بريطانيين تتعلق -على سبيل المثال- قتل رجل أعمى وأمر قبرصي يوناني بحفر قبره بنفسه، وضرب امرأة حامل أجهضت فيما بعد. وتشمل المزاعم الأخرى الاعتقال الجماعي والضرب الجماعي لـ 300 مدني في 1958 من القوات الاستعمارية. وزُعم في الحادث أن القوة المتورطة تركت وراءها بعض المدنيين ظناً منهم أنهم لقوا حتفهم. كما زعمت امرأة أنها تعرضت للاغتصاب في غابة في سن السادسة عشرة من قبل أعضاء الفرع الخاص ثم خضعت بعدها لاستجواب وحشي فيما يتعلق بصلتها بإيوكا والتي تضمنت إعدامًا وهميًا وارتداء حبل المشنقة بالقوة. وفي حادثة أخرى فقد رجل كليته بعد استجواب في مبنى البيت الأحمر سيئ السمعة في ليماسول.
بعد الإفراج عن الوثائق أعلن قدامى المحاربين في إيوكا أنه تم التخطيط لدعاوى قضائية ضد السلطات البريطانية. زعمت جمعية المحاربين القدامى أن 14 قبرصيًا على الأقل ماتوا وأن مئات آخرين قد تعرضوا للتعذيب أثناء استجواب البريطانيين لهم خلال حملة 1955-1959. اثنان ممن يُزعم أنهما توفيا أثناء الاستجواب كانا يبلغان 17 عامًا. وتأتي الدعوى القانونية على خلفية الكشف عن وثائق سرية تم الإفراج عنها في 2011 والتي تعرض ممارسات مماثلة أثناء انتفاضة ماو ماو في كينيا خلال نفس الفترة.
وفي 2018 فاز قدامى المحاربين القبارصة بالحق في المطالبة بتعويضات عن دعاوى التعذيب في المملكة المتحدة في المحكمة. ورفض القاضي الذي رأس الجلسة الحجج التي قدمتها الحكومة البريطانية بأن القضية يجب أن يُحكم فيها بموجب القانون القبرصي والتي إذا كانت صحيحة كانت ستعني أن قانون التقادم المطبق في القضية. وعلق القاضي قائلاً:«على أي حال يبدو لي أنه في هذه الحالة عندما تكون الدولة مسؤولة عن أعمال عنف ضد مواطنيها، يجب أن تخضع للمساءلة في محاكمها، بموجب قانونها الخاص. ويجب ألا يفلت من المسؤولية بالرجوع إلى قانون استعماري صاغته بنفسه».
تمت تسوية القضية خارج المحكمة حيث منحت المملكة المتحدة للقبارصة اليونانيين مليون جنيه إسترليني (توزع على الضحايا المزعومين) مع نفي حكومة المملكة المتحدة أي مسؤولية.
كشفت الأرشيفات البريطانية التي تم رفع السرية عنها أيضًا أن قسم أبحاث المعلومات (IRD)، وهو جناح دعاية سري تابع لوزارة الخارجية البريطانية تعامل مع دعاية الحرب الباردة، كان مسؤولاً عن نشر أخبار كاذبة تدعي أن متمردي إيوكا اغتصبوا فتيات لا تتجاوز أعمارهن 12 عامًا. تم نشر هذه القصص الدعائية السوداء للصحفيين الأمريكيين كجزء من «عملية TEA-PARTY».